# Ho bisogno
Ho bisogno è un singolo di Annalisa Minetti pubblicato nel 2012.
Il singolo è scritto per il testo da Vittorio Costa e Annaluisa Giansante mentre per la musica da Enrico Palmosi e Andrea Vetralla.
Il 31 maggio dello stesso anno viene pubblicato il video musicale per la regia di Jacopo Pietrucci, il produttore è Elia Faustini e il direttore di produzione è Luca Sacchi.
Il video musicale del singolo viene pubblicato sotto il titolo Ho bisogno, il brano è comunque conosciuto anche come Ho bisogno di te nome con cui è incluso nell'album Nuovi giorni di cui è secondo singolo estratto.

## Tracce
1. Ho bisogno – 3:39 (testo: Vittorio Costa, Annaluisa Giansante – musica: Enrico Palmosi, Andrea Vetralla) – il singolo è conosciuto anche con il titolo Ho bisogno di te